# 다니엘서

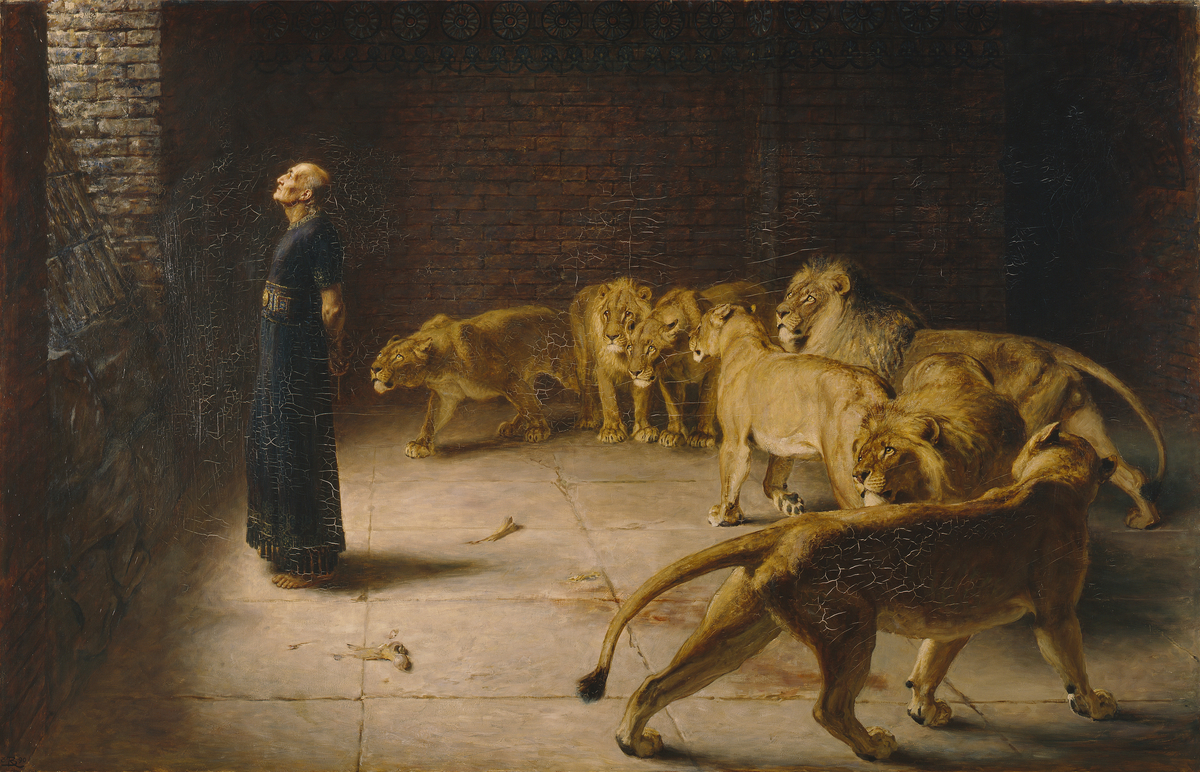

다니엘서/다니엘(-書, 히브리어: דניאל 다니옐, 그리스어: Δανιήλ 다니엘[*], 영어: Book of Daniel)는 기원전 6세기에 살았던 선지자 다니엘의 행적과 예언을 기록한 선지서로, 구약성경의 한 책이다. 유대교의 전승에 따르면 저자는 다니엘이다. 유대 민족이 바빌론에 포로로 기원전 597년에 잡혀갔을 때 다니엘도 잡혀갔다고 전한다.
표면적으로는 "바빌론으로 유배된 유대 귀족 다니엘의 활동과 환상을 기록한 이야기"로 되어 있으며, 유대 역사를 바탕으로 한 예언과 함께 종말에 대한 묘사를 포함하고 있다. 이 종말의 묘사는 우주적 규모를 가지면서도 정치적 초점을 띠고 있다. 원래 독자들에게 전달하려는 메시지는 이스라엘의 신이 다니엘을 적들로부터 구원하였듯이, 현재의 억압 속에서 이스라엘 백성을 구원할 것이라는 믿음이었다.
히브리 성경에서 다니엘서는 케투빔에 속하는 반면, 기독교 성경에서는 대예언서중 하나로 분류된다. 다니엘서는 두 부분으로 나뉘는데, 1~6장은 주로 성서 아람어로 기록된 궁정 이야기이며, 7~12장은 후기 성서 히브리어로 쓰인 네 개의 묵시적 환상을 담고 있다. 현대 정경에 포함되지 않은 제2경전에는 '아자랴의 기도와 세 젊은이의 찬가', '수산나', '벨과 용' 등의 추가적인 부분이 포함되어 있다.
이 책의 주제는 시대를 초월하여 많은 영향을 미쳤다. 사해문서를 공유한 쿰란 공동체뿐만 아니라 신약성경의 복음서 및 요한계시록의 저자들도 다니엘서의 사상을 반영하였다. 또한, 2세기부터 현대에 이르기까지 종교 개혁과 이후의 천년왕국 운동을 비롯한 다양한 신앙운동에 깊은 영향을 주었다.

## 역사적 배경
다니엘서 7~12장의 환상은 기원전 167~164년에 유대에서 발생한 위기를 반영하고 있다. 당시 셀레우코스 제국의 헬라인 왕 안티오코스 4세 에피파네스는 예루살렘에서 행해지는 전통적인 유대교의 제의를 금지시키려 하였다. 안티오코스가 기원전 175년에 왕위에 올랐을 때, 유대인들은 대체로 셀레우코스 왕조를 지지하고 있었다. 그러나 대제사장 가문 내에서 경쟁이 벌어졌고, 그중 한 명인 야손이 왕에게 막대한 돈을 바쳐 대제사장이 되었다.
야손은 또한 예루살렘을 폴리스로 만들도록 요청했으며, 보다 정확히는 이를 위해 뇌물을 지급하였다. 이는 도시 행정이 시민들의 손에 맡겨지는 것을 의미했으며, 결과적으로 시민권이 가치 있는 자격이 되어 야손을 통해 구매할 수 있게 되었다. 이러한 개혁은 유대교 자체를 위협하는 것은 아니었으므로 특히 예루살렘의 귀족과 주요 제사장들 사이에서 널리 환영받았다. 그러나 3년 후, 또 다른 제사장인 메넬라우스가 대제사장직을 차지하기 위해 안티오코스에게 더 많은 돈을 바치면서 야손은 축출되었다.
한편, 안티오코스는 기원전 169년에 이집트를 침공하여 성공을 거두었으나, 기원전 168년 말에 로마의 개입으로 후퇴를 강요받았다. 그러던 중 야손은 안티오코스가 사망했다는 헛소문을 듣고 메넬라우스를 공격하여 대제사장직을 되찾으려 했다. 이에 안티오코스는 예루살렘을 공격하여 야손을 추방하고, 성전을 약탈하였으며, 이집트 국경 지역을 안정시키기 위해 강제적인 헬레니즘 정책을 시행하였다. 이때 유대 율법서가 금지되었으며, 기원전 167년 12월 15일에는 성전에 '멸망을 가져오는 가증한 것'이 세워졌는데, 이는 그리스식 제단이었을 것으로 추정된다. 유대교가 명백한 위협을 받게 되자 마카비 형제가 주도하는 저항 운동이 일어났으며, 이후 3년간 안티오코스 군대에 맞서 여러 차례 승리를 거두어 결국 성전을 탈환하고 정화하는 데 성공하였다.
다니엘서의 저자가 다루는 위기의 핵심은 기원전 167년 예루살렘 성전 제단의 더럽혀짐이다. 이는 8장 11절에서 처음 언급되며, 매일 아침과 저녁 두 차례 드려지던 제사가 중단된 사건을 의미한다. 이후 장들에서도 "저녁과 아침"이라는 표현이 반복적으로 등장하며, 중단된 제사를 상기시키고 있다. 기원전 167년 성전 약탈과 그 직후의 사건들에 대한 기록은 매우 정확하지만, 다니엘서 11장 40~43절에서 예언된 시리아와 이집트 간의 전쟁은 실제로 일어나지 않았다. 또한 11장 44~45절에서 예언된 안티오코스의 팔레스타인 내 사망 역시 부정확한데, 그는 팔레스타인이 아니라 페르시아에서 사망하였다.
이러한 점을 고려할 때, 비록 전통적으로는 본서의 증언(8:1,15 ; 9:2,20 ; 10:2 ; 12:11) 및 탈무드 등 유대 전승의 외증(外證)등에 의해 B.C. 586-539년 사이에 활동했던 다니엘의 저작이라는 견해가 정통적으로 인정되어 왔지만, 현대에는 다니엘서의 기록은 안티오코스의 통치 말기에 작성되었으나, 그의 기원전 164년 12월 사망 이전, 혹은 적어도 그의 사망 소식이 예루살렘에 전해지기 전에 완성되었을 가능성이 높다고 여겨진다. 이에 따라 현대 학계에서는 다니엘서가 기원전 167~163년경에 완성되었다는 것이 대체적인 견해이다.

## 내용
다니엘서는 성경의 판본에 따라 내용이 다르다. 로마 가톨릭교회와 동방 교회에서 받아들여진 70인역의 경우 모두 14장으로 이루어져 있지만 개신교에서 받아들이고 있는 히브리 판은 모두 12장으로 구성되었다. 1-6장은 다니엘과 연관된 사건들을 기술하고, 7-12장은 다니엘이 받은 꿈과 환상을 기록한다. 13-14장은 수산나의 이야기, 벨 신상을 부순 이야기, 큰 뱀을 죽인 이야기 그리고 사자굴의 이야기로 이루어져 있다. 7-12장은 이스라엘을 중심한 세계 제국들의 번성기를 예언하고 특히 기원전 160년대에 일어날 셀레우코스 왕조의 안티오쿠스 4세에 의한 유대인 핍박이 부각된다. 이런 예언들이 주어진 목적은 하나님의 백성으로 하여금 앞으로 닥칠 여러 신앙적 시련을 믿음으로 극복할 수 있도록 하기 위함이었다.

### 1-6장

#### 제1장 다니엘의 성장 및 바사 황실 진출 배경 요약
선민 이스라엘 후예요 남유다 왕국의 귀족의 자손으로서 다니엘이 B.C. 605년의 바빌로니아 왕 느부갓네살의 유다 제1차 침입 당시 포로로 바빌론에 끌려와 황실에서 양육되다가 장성하여 마침내 느부갓네살에게 발탁되어 제정이 미분화 된 시대의 대제국 황실에 설치된 일종의 각속국 출신별 황실 종교 자문 위원 또는 비서관 등의 지위로 황실에 입문하기까지의 배경 및 다니엘의 전반적 활동 연대가 간략히 소개된다.
이스라엘의 망국으로 다니엘과 그의 세 친구는 바빌론에 포로로 끌려간다.(바빌론 유수, B.C 605년). 바벨론의 네부카드네자르 2세(느부갓네살)은 유대인 포로들 가운데서 총명하고 인물이 좋은 젊은 남자아이들을 뽑아서 3년간 국비로 훈련을 시켜 왕궁에서 섬기도록 한다. 이방문화의 중심인 왕실에서 살면서도 다니엘은 뜻을 정하여 왕의 진미를 거절하고 자기를 지켜 더럽히지 않고자 한다. 이는 레위기의 음식법과 기타 우상숭배를 거절하고 신앙 정조를 지키려는 결단이었다. 하나님은 다니엘에게 큰 지혜와 꿈을 해몽하는 지혜를 주셨다. 이런 지혜 때문에 그와 세 친구들은 바빌론의 관리로 등용되어 왕의 신임을 받는다.

#### 제2장 느부갓네살의 금신상 꿈 사건
네부카드네자르(Nebuchadnezzar, B.C. 605-562) 왕이 꿈을 꾸었는데, 박사들을 불러 그 내용과 해석을 요청하나 답하는 이가 없었다. 진노한 왕이 박사들을 모두 죽이라고 명령할 때, 다니엘은 왕의 경호실장인 아리옥에게 기한을 주시면 답하겠다고 요청한다. 다니엘은 세 친구들에게도 기도를 부탁하고 기도하는 중에 하나님의 응답을 받는다.
이에 다니엘은 왕 앞에 나아가서 그의 꿈과 의미를 제시하는데, 꿈의 내용은 왕이 광채가 나는 큰 신상을 보았다는 것인데, 그 신상의 머리는 금, 가슴과 팔들은 은, 배와 넓적다리는 놋, 그 종아리는 철, 그 발은 일부 철, 일부 진흙이었다. 여기 네 부분은 각기 바빌로니아, 페르시아 제국 또는 메디아, 그리스, 로마의 네 제국들을 지시한다고 알려져 있다. 그런데 꿈 가운데 돌이 갑자기 공중으로 날아올라, 그 신상의 발을 쳐서 모든 부분을 박살내고 그 뜨인 돌은 온 세상을 가득 덮었다. 이는 예수 그리스도께서 오셔서 세상 제국의 근본을 쳐서 멸하고 온 세상을 정복한다는 의미로 해석한다.
그런데 신상의 발만 쳤는데, 어찌하여 모든 부분들이 박살났던가? 이는 어떤 우상을 칠 때 일어날 수 있는 현상일 것이다. 문제는 역사상 다른 시대에 존재했던 네 제국 중에서 마지막 로마 제국을 상징하는 발을 칠 때 그 이전의 세 제국들까지 박살났다는 영적 의미가 무엇이냐? 는 것이다. 영적으로 보건대, 네 제국은 사실 본질상 하나이다. 그 관습과 문화나 형태는 다르게 변했을지라도, 세상 나라는 어디까지나 사단의 지배하에서 지탱되는 점에서 성격이 동일하다. 그러므로 로마 시대에 전파된 복음이 로마를 치는 것은 사단의 권세를 꺾고 사단의 문화를 제하는 것을 의미한다. 로마가 앞의 세 제국과 같은 영적 원리로 지배당했다면, 로마를 쳤지만, 결국 로마에 내려온 이전 제국들의 그 모든 영적 원리도 함께 절단되는 셈이다.
2장의 꿈에 나타난 세상 나라들은 7장에서도 나타나는데, 거기서는 짐승들의 모습으로 나타난다.

#### 제3장 다니엘의 세 친구의 풀무불 처형 사건
다니엘의 세 친구들인 사드락, 메삭, 아벳느고는 느부갓네살 왕이 세운 금 신상 앞에 절하지 아니하고 신앙정조를 지키다가 풀무불에 던져진다. 하나님은 천사를 보내어 저들을 보호하시고 놀라운 이적을 체험한 느부갓네살은 칙령을 공포하여 유대인의 하나님을 공경하는 것을 합법화시킨다. 70인역에서는 이들 세소년의 찬미가를 수록하고 있다.

#### 제4장 한 큰 나무의 꿈 사건과 관련한 느부갓네살의 조서
느부갓네살이 다시 꿈을 꾸고 번민하다, 다니엘의 꿈 해석을 듣는다. 그의 꿈은 거대한 나무가 지구 중앙에 서서 하늘에까지 닿는 그런 내용인데, 그 나무를 하늘의 파수꾼들이 베어 버리고 그루터기만 남긴다. 일곱 때를 느부갓네살이 왕좌에서 축출당하여 야수처럼 야외에서 거하다가 하늘을 우러러 우주만물의 왕이신 하나님을 인정하면서 정신이 돌아와 다시 왕위를 되찾는다. 이런 체험 때문에 왕은 다시 하나님을 높이는 찬양을 선포한다.

#### 제5장 벨사살의 성전 제기(祭器) 모독 사건
바벨론의 마지막 왕 (사실 나보니두스의 아들로 부친을 대신한 섭정) 벨사살(Belshazzar, B.C. 552-539)이 일천 명의 귀족들을 모아 예루살렘에서 느부갓네살이 탈취해 와서 신전에 두었던 그 성전 제기들로 술잔치를 벌일 때, 갑자기 벽에 손이 나타나 메네 메네 데겔 우바르신이란 글자를 새긴다. 징조에 놀란 왕이 다니엘을 불러 해석하게 한다. 그 글자는 하나님께서 무게를 재어서 나누신다, 곧 바벨론의 무게를 재어 보니 함량 미달이라 그 나라를 멸망시키고 쪼개어 페르시아와 메디아에 넘긴다는 의미였다. 바로 그 날밤 메대의 다리우스의 군대가 바벨론 하수구를 통해 진입하여 바벨론이 무혈 점령당하고 벨사살 왕은 죽임을 당한다. 그 징조대로 성취된 것이다.

#### 제6장 다니엘의 사자굴 처형 사건
바벨론을 멸망시킨 메대의 다리우스 대왕은 다니엘을 높여서 제국의 제2인자로 세우고자 했으나 다른 신하들이 크게 시기한다. 신하들은 왕에게 청하여 앞으로 30일간 어느 신에게도 기도하지 못하게 하고 오직 왕에게만 구하도록 명하는 법령을 만들어 선포하게 한다. 이는 하루 세 번 기도하는 다니엘을 겨냥한 것이었다. 반대자의 음모에도 아랑곳없이 다니엘은 자기 방에서 창문을 열어 두고 기도하다가 체포되어 사자굴에 던져졌다. 그날 밤 왕은 모든 오락을 폐하고 잠도 제대로 자지 못한 채 다니엘만을 생각하였다. 새벽 일찍 왕이 사자굴로 가서 다니엘을 부를 때, 다니엘은 놀랍게도 살아 있었다. 하나님께서 천사를 보내어 사자들의 입을 봉하셨다고 대답한다. 다리우스 대왕은 다니엘을 사자굴에서 끌어 올리는 한편 모함하였던 신하들을 사자굴 속에 쳐넣어버렸다. 사자는 이들의 몸뚱이를 뼈채로 삼켰다고 한다.

### 7-12장
신약 성경의 요한 계시록과 같은 묵시에 해당된다. 이 부분의 모든 환상은 하나님 나라의 장래에 관한 것이었다.

#### 제7장 네 짐승과 한 작은 뿔 및 심판 보좌와 인자의 나라의 묵시
다니엘은 네 짐승들이 바다에서 올라오는 것을 본다.
첫째는 사자와 같은데 독수리의 날개가 있고
둘째는 곰과 같은데 그것이 몸 한편을 들었고 그 입의 잇사이에는 세 갈빗대가 물렸다.
셋째는 표범과 같은 데 등에 새의 날개 넷이 있고 그 짐승에게 또 머리 넷이 있으며 또 권세를 받았다.
마지막으로 네째 짐승은 무섭고 놀라우며 또 극히 강하며 또 큰 철 이가 있어서 먹고 부숴뜨리고 그 나머지를 발로 밟았으며
이 짐승은 전의 모든 짐승과 다르고 또 열 뿔이 있으므로 다니엘이 그 뿔을 유심히 보는 중 다른 작은 뿔이 그 사이에서 나더니 먼저 뿔 중에 셋이 그 앞에 뿌리까지 뽑혔으며 이 작은 뿔에는 사람의 눈 같은 눈이 있고 또 입이 있어 큰 말을 하였다.
다니엘이 다시 보니, 왕좌가 놓이고 옛적부터 항상 계신 이가 좌정하셨는데 그 옷은 희기가 눈 같고 그 머리털은 깨끗한 양의 털같고 그 보좌는 불꽃이요 그 바퀴는 붙는 불이며 불이 강처럼 흘러 그 앞에서 나오며 그에게 수종하는 자는 천천이요 그 앞에 시위한 자는 만만이며 심판을 베푸는데 책들이 펴 놓여 있었다.
또 다니엘이 이상 중에 보니 인자 같은 이가 하늘 구름을 타고 와서 옛적부터 항상 계신 자에게 나아와 그 앞에 인도되매 그에게 권세와 영광과 나라를 주고 모든 백성과 나라들과 각 방언하는 자로 그를 섬기게 하였다.
단 7장이 네 짐승 환상은 단 2장에 제시된 왕의 꿈과 내용상 동일한 것이다.
세상 나라들은 성도 다니엘이 보기에 약육강식의 야수.
네 짐승은 단 2장의 그 네 제국들을 가리킨다: 바벨론, 페르시아/ 메대, 헬라, 로마 등.
이런 짐승들과 달리 "사람" 같은 이는 바로 2장에서 뜨인 돌로 언급된 그 예수 그리스도이시다.
그에게 영광과 권세와 나라가 주어진 것은 신약에서 십자가 수난과 부활, 승천 이후에 그가 보좌에 좌정하심으로 성취되었다.

### 13~14장
13,14장은 70인역에만 있는 장이다.

#### 13장수산나와 다니엘
수산나는 유대인으로 같은 종족인 요아킴과 부부의 연을 맺은 여인이다. 이들 부부는 바빌론에서 부유한 생활을 하고 있었다. 요아킴의 집에는 재판관인 노인 두 사람이 출입하였는데, 이들은 수산나의 아름다움에 반한 나머지 음욕을 품고 그들의 욕망을 채울 기회를 호시탐탐 엿보고 있었다.
어느날 수산나가 시중드는 사람을 물리치고 정원에서 홀로 자고 있는 틈을 타서 노인 두 사람은 음욕을 채우기 위해 수산나에게 접근하였다. 낌새를 알아챈 수산나가 소리를 치는 바람에 계획하던 바를 이루지 못했던 두 노인은 수산나가 다른 남자와 정원에서 간통을 했다고 거짓 증언을 하였다. 수산나는 모세의 율법에 따라 돌로 맞아 죽음을 당해야 하는 처지에 몰리게 되었다.
수산나의 절규는 하나님에게 미치게 되었고 하나님의 영이 다니엘에게 미치게 되었다. 다니엘은 수산나의 죽음에 대해 책임이 없다고 이스라엘 백성에게 외치자 군중은 그의 말을 받아들여 수산나의 간통여부를 다시 조사하게 되었다.
다니엘은 유이(唯二)한 증인인 두 노인을 따로 떼어 놓고 한 사람씩 수산나가 어디에서 다른 남자와 간통하였지 물었다. 한 사람은 아카시아 나무에서 간통을 저질렀다고 증언하였고 다른 사람은 떡갈나무 밑에서 저질렀다고 증언하였다. 이들의 증언이 서로 일치되지 않았고 거짓 증언임이 밝혀졌다. 수산나는 무죄로 밝혀졌고 두 노인은 사형을 당하였다. 그 날로부터 다니엘은 백성들 사이에서 명망을 떨치게 되었다.

#### 14장 다니엘과 벨의 사제들, 뱀을 죽인 다니엘 그리고 사자굴 속의 다니엘

##### 다니엘과 벨의 사제들
페르시아의 고레스 왕 치하에 많은 사람들이 벨이라는 우상을 숭배하였다. 사람들은 벨에게 먹을 것을 봉헌하였다. 다니엘은 벨의 정체를 간파하고 고레스 왕에게 벨이 우상이라는 것을 증명해 보이겠다고 나섰다. 고레스 왕은 벨이 우상이라는 것이 증명된다면 벨의 사제들이 벌을 받겠지만, 그렇지 않으면 다니엘이 벌을 받겠다고 말하였다. 이윽고 제사상이 차려지고 다니엘은 사람 몰래 잿가루를 제사상 주변에 뿌렸다. 밤 깊은 무렵 벨의 상에 나있는 비밀 통로로 벨의 사제들이 제물을 가져갔지만, 잿가루에 찍힌 발자국을 감출 길이 없었다. 모든 일이 밝혀지고 고레스는 벨의 사제를 벌하고 벨을 부수어 버렸다.

##### 뱀을 죽인 다니엘
바빌론에는 큰 뱀이 있었는데 사람들은 그 뱀을 신이라고 생각하고 제물을 봉헌하였다. 다니엘은 그 뱀에게 비계와 머리카락과 역청이 섞인 것을 끓여서 먹였는데, 곧 죽어버렸다. 이를 본 페르시아 백성은 다니엘을 사형에 처하라고 왕에게 윽박을 질렀다. 왕은 격한 군중을 보고 백성에게 다니엘을 내어주지 않을 수 없었다.

##### 사자굴 속의 다니엘
백성들은 사자를 엿새 정도 굶긴 다음 다니엘을 사자 굴 속에 집어 넣었다. 그렇지만 사자는 다니엘을 잡아 먹지 않았다. 그러던 어느 날 유다에 사는 하바꾹이라는 예언자가 국과 빵을 들고 추수꾼에게 가져가다가 천사를 만나게 되었다. 천사는 하바꾹 예언자에게 명하여 빵과 국을 다니엘에게 가져다 줄 것을 명하였다. 하바꾹이 머나먼 바빌론으로 어떻게 빵과 국을 가져다 줄 수 있냐고 묻자 천사는 하바꾹의 머리털을 잡고 거센 입김을 불어 넣어 다니엘이 있는 곳으로 보냈다. 다니엘은 하바꾹이 가져다 준 빵과 죽을 먹으며 하나님을 찬미 하였다. 다니엘이 사자굴에 갖힌지 이레째 되던 날 왕이 다니엘을 추모하러 사자굴에 와서 속을 들여다 보았다. 다니엘이 무사히 있는 것을 보게 된 왕은 다니엘을 사자굴에서 꺼내어 주었다. 그 대신 다니엘을 모함한 사람을 사자굴로 넣었는데 모두 사자의 밥이 되었다.

## 같이 보기
- 기독교 종말론

## 참고 자료
- Baldwin, J. G. (1978). 《Daniel. Tyndale OT Commentary.》. Leicester/Grand Rapids: IVP/Eerdmans..
- Goldingay, John E. (1989). 《Daniel, WBC 30.》. Dallas, Texas: Word..
- Keil, C. (1869). 《Biblischer Kommentar ueber den Propheten Daniel.》. Leipzig: Doerffling..
- Tr. M. G. Easton. (1872). 《The Book of Daniel.》. Edinburgh: Clark.
- Kliefoth, T. (1868). 《Das Buch Daniel.》. Schwerin: Sandmeyer..
- Koch, K. (1986). 《Daniel. BKAT 22.》..
- Leupold, H. C. (1949). 《Exposition of Daniel.》. Grand Rapids, MI: Wartburg,..
- Montgomery, J. A. (1927). 《A Critical and Exegetical Commentary on the Book of Daniel》. ICC..
- Pusey, E. B. (1868). 《Daniel, the Prophet. 2nd ed.》. Oxford: Parker..
- Young, E. J. (1949). 《The Prophecy of Daniel》. Grand Rapids: Eerdmans..
- 최종태 (2000). 《〈예언자에게 물어라〉》. 서울: 기독교 문서 선교회..
- 한국천주교주교회의 (2005). 《성경》. 한국천주교주교회의..